# Hedvig
Hedvig eller Hedwig är ett kvinnonamn av tyskt ursprung. Ursprunglig form var Haduwig som är bildat av hadu och wig som bägge två betyder "kamp" eller "strid". En kortform av Hedvig är Hedda.
Den 31 december 2014 fanns det totalt 5 978 kvinnor folkbokförda i Sverige med namnet Hedvig eller Hedwig, varav 2 718 bar det som tilltalsnamn.
Namnsdag i Sverige: 15 oktober  (sedan medeltiden i någon form), delas med Hillevi. I den finlandssvenska namnsdagslängden har Hedvig namnsdag 15 oktober sedan starten 1929, då en egen namnsdagskalender togs i bruk för finlandssvenskar.

## Personer med namnet Hedvig

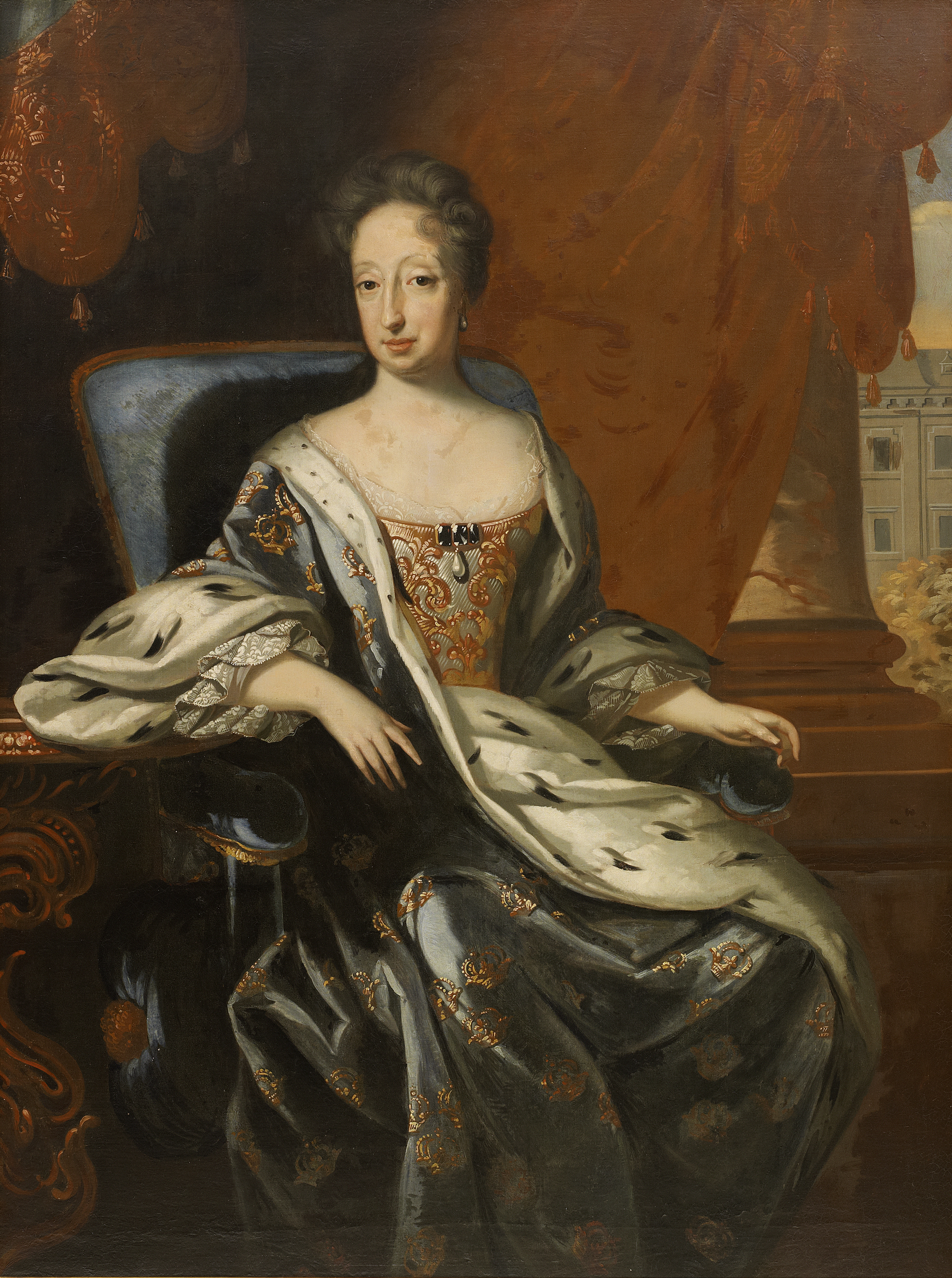
Drottning Hedvig Eleonora

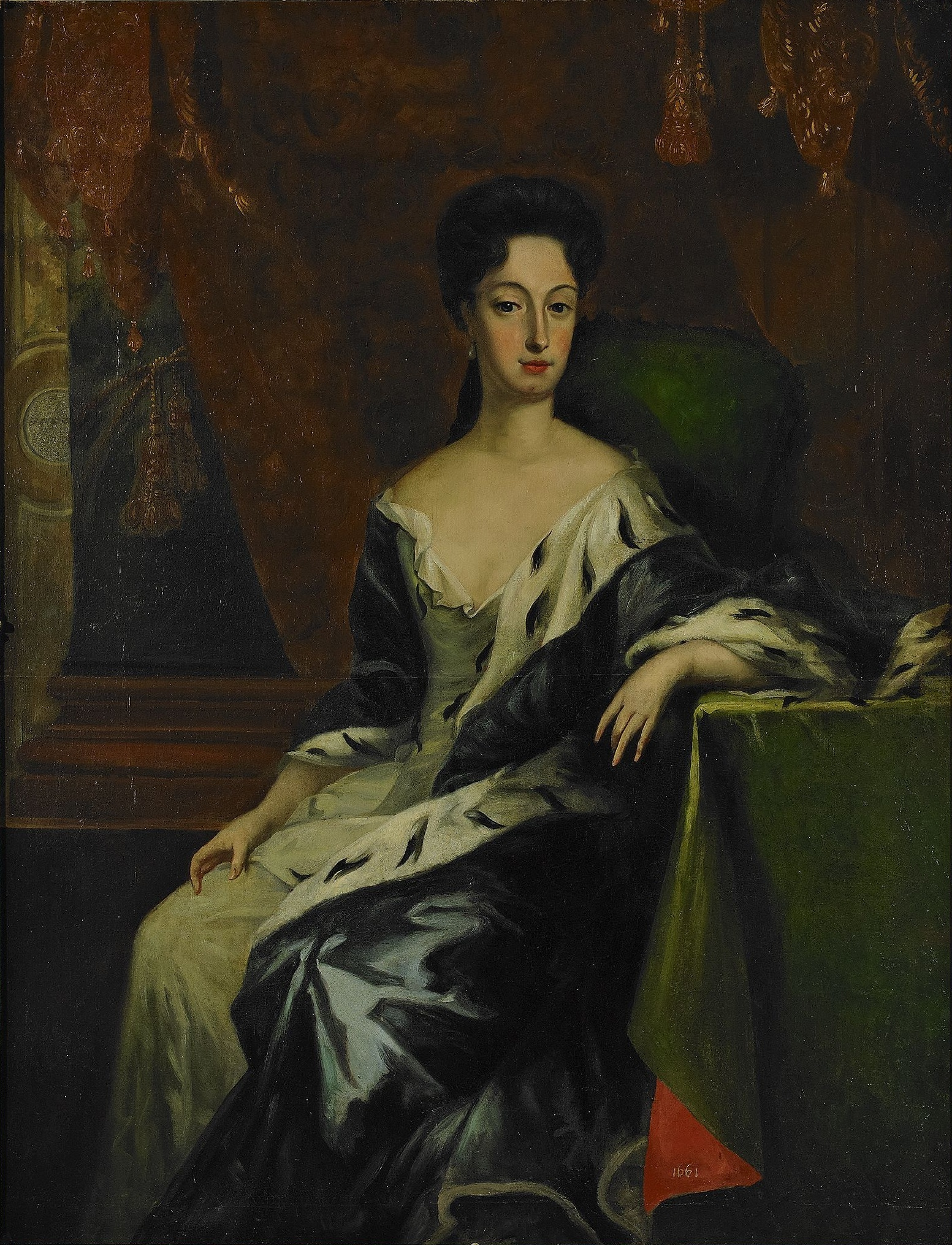
Hedvig Sofia av Sverige, hertiginna av Holstein-Gottorp

Hedvig Charlotta Nordenflycht

- Hedvig Sofia av Brandenburg,  lantgrevinna och senare regent av Hessen-Kassel
- Hedvig av Danmark, dansk prinsessa och kurfurstinna av Sachsen
- Hedvig Estlander, finländsk lärare och rektor
- Hedvig av Herford, katolskt helgon
- Hedvig Amalia von Hessenstein, tysk riksgrevinna och utomäktenskaplig dotter till kung Fredrik I av Sverige
- Hedvig av Holstein, grevinna av Oldenburg
- Hedvig Eleonora av Holstein-Gottorp, svensk drottninggemål till kung Karl X Gustav, samt riksföreståndare och regent
- Hedvig Elisabet Charlotta av Holstein-Gottorp, svensk drottninggemål till kung Karl XIII och författare, född holsteinsk prinsessa i ätten Oldenburg, drottningnamn: Charlotta
- Hedvig av Kalisz (1266-1339), polsk drottninggemål till kung Vladislav I Lokietek
- Hedvig Elisabeth Amalia av Pfalz-Neuburg, sonhustru till kungen av Polen
- Hedvig av Polen (1374-1399), ungersk-polsk prinsessa, regerande polsk drottning
- Hedwig av Polen (1513-1573), kurfurstinna av Brandenburg
- Hedwig I av Quedlinburg, egerande furstlig abbedissa av den självständiga klosterstaten Quedlinburgs stift
- Hedvig Sofia av Sverige, hertiginna av Holstein-Gottorp, dotter till kung Karl XI
- Hedvig av Żagań, polsk drottninggemål till kung Kasimir III av Polen
- Hedvig Berwald, svensk musiker
- Hedvig Eleonora Berwald, svensk musiker
- Hedwig Courths-Mahler, tysk författare
- Hedvig Eleonora von Fersen, svensk grevinna
- Hedvig Catharina De la Gardie, svensk grevinna
- Hedvig Eva De la Gardie, svensk grevinna och överhovmästarinna
- Hedvig Ulrika De la Gardie, svensk grevinna
- Hedvig Hanson, estnisk jazzsångerska
- Hedvig Katarina Hjortsberg, svensk ballerina
- Hedvig Jagellonica, polsk prinsessa och hertiginna av Bayern-Landshut
- Hedvig Jalhed, svensk operasångerska
- Hedvig Jensen, dansk lindanserska, mer känd som Elvira Madigan
- Hedvig Eleonora Klingenstierna, svensk adelsdam och författare
- Hedvig Lagerkvist, svensk skådespelare
- Hedvig Catharina Lillie, svensk grevinna
- Hedvig Lindahl, svensk fotbollsspelare
- Hedvig Lindby, svensk skådespelare
- Hedvig Malmström, svensk konstnär
- Hedvig Elisabeth Millberg, svensk ballerina
- Hedvig Charlotta Nordenflycht, svensk poet
- Hedvig Nenzén, svensk skådespelare
- Hedvig Posse, svensk missionär och psalmförfattare
- Hedvig Raa-Winterhjelm, svensk skådespelare
- Hedvig Eleonora Stenbock, svensk hovdam
- Hedvig Svantepolksdotter, hertiginna av Reval
- Hedvig Svedenborg, svensk journalist, författare och manusförfattare
- Hedvig Söderlund, svensk professor, forskare och författare
- Hedvig Taube, svensk mätress
- Hedvig Wigert, svensk operasångerska
- Hedvig Willman, svensk operasångerska och skådespelare

## Fiktiva personer med namnet Hedvig eller Hedwig
- Hedvig Hök, i barnprogrammet Från A till Ö
- Hedwig, Harry Potters uggla
- Hedvig Ekdal, rollfigur i Vildanden av Henrik Ibsen